# 스이쇼교

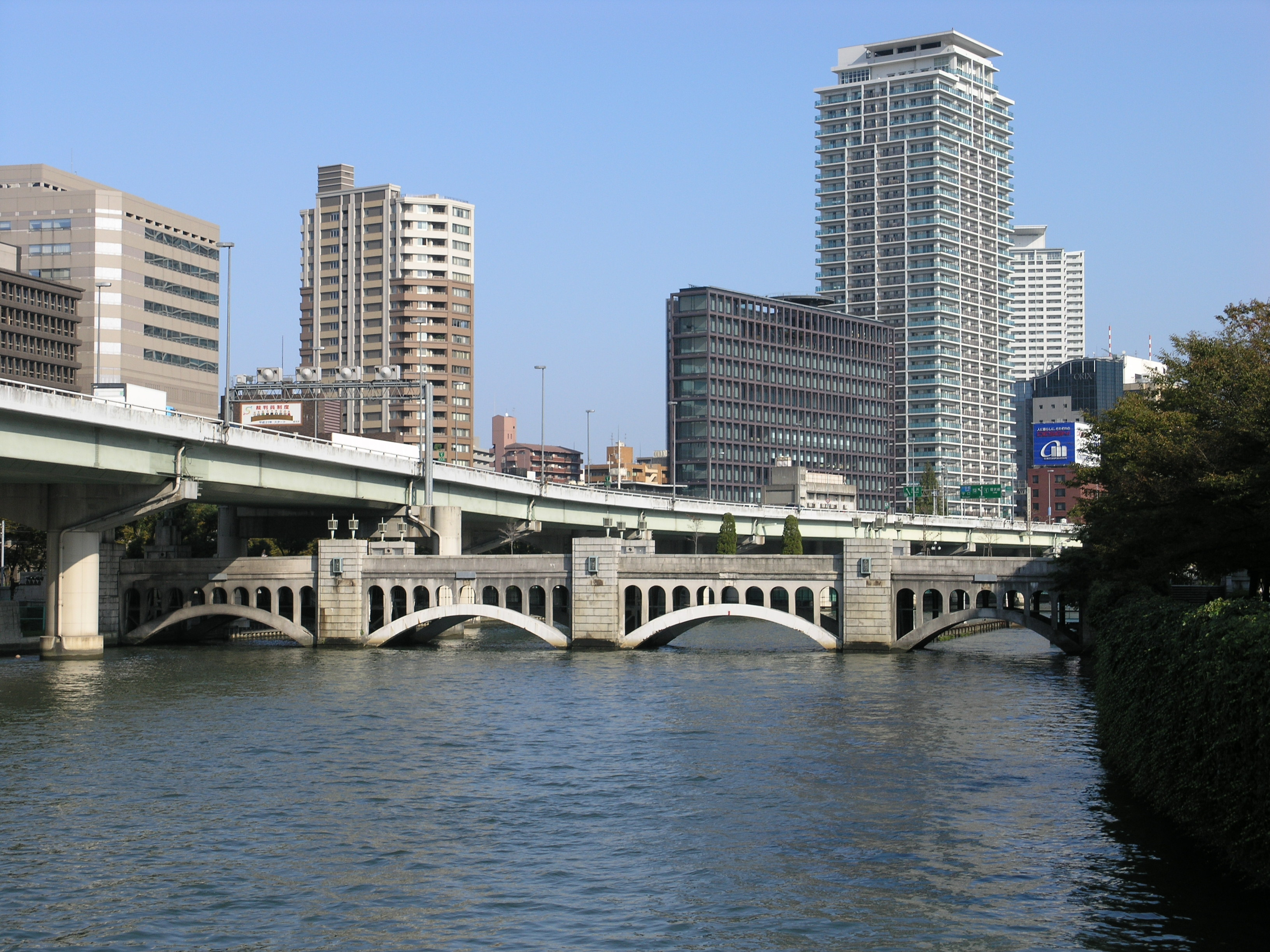
스이쇼 교

스이쇼 교(水晶橋)는 오사카시의 도지마강(구 요도가와강)에 있는 보행자 전용 다리이다.
오사카시 기타구 나카노시마1쵸메와 기타 구 니시텐마 2쵸메의 사이를 잇고 있다. 본래는 하천 정화를 목적으로 1929년에 『도지마 강 가동 댐』으로 건설된 가동 댐으로, 도지마 강의 수질개선에 많이 공헌하였다. 1982년에 다리를 개장, 법률 쪽에서도 다리로써의 수속이 잡혀, 이름처럼 다리가 되었다.

## 개요
- 형식 - 철근 콘크리트 아치
- 다리 길이 - 72.33m
- 지간 길이 - 12.12m + 3@15.15m
- 폭 - 9.09m
- 착공 - 1926년 6월
- 완성 - 1929년 3월
- 개장 - 1982년 10월

## 주변정보
- 오사카 시 관청
- 오사카 시 중앙 공회당
- 오사카 부립 나카노시마 도서관
- 오사카 고등 재판소
- 오사카 지방 재판소
- 도지마 관전 빌딩